# Slava Amiragov
Slava Lvovitj Amiragov (på russisk: Слава Львович Амирагов) (født 24. marts 1926 i Minsk, død 3. september 1990) var en hviderussisk roer og tredobbelt europamester.

## Rokarriere
Amiragov roede for Krylya Sovetov i Moskva og var en del af denne klubs otter, der dominerede sovjetisk og europæisk roning i midten af 1950'erne. Sovjetunionen sendte denne båd til OL 1952 i Helsinki; den øvrige besætning bestod af Jevgenij Brago, Jevgenij Samsonov, Aleksej Komarov, Jevgenij Samsonov, Igor Borisov, Leonid Gissen, Vladimir Krjukov og styrmand Igor Poljakov. Den sovjetiske båd vandt først sit indledende heat og blev derpå nummer to i semifinalen, hvilket gav et ekstra løb i form af et opsamlingsheat, som Sovjetunionen vandt sikkert. I finalen holdt den sovjetiske båd nogenlunde trit med den amerikanske i begyndelsen, men efterhånden blev det klart, at de forsvarende olympiske mestre fra USA ikke kunne hentes og sikrede sig guldet mere end fem sekunder foran den sovjetiske, der fik sølv, mens Australien fik bronze.
Amiragov vandt også tre EM-guldmedaljer med den sovjetiske otter, i henholdsvis 1953, 1954 og 1955. Han var stadig med i den sovjetiske otter ved Sommer-OL 1956 i Melbourne. Båden blev her elimineret i semifinalen.

## OL-medaljer
- 1952:  Sølv i otter